# Microdontomerus
Microdontomerus is een geslacht van vliesvleugeligen uit de familie Torymidae. De wetenschappelijke naam van dit geslacht is voor het eerst geldig gepubliceerd in 1907 door Crawford.

## Soorten
Het geslacht Microdontomerus omvat de volgende soorten:
- Microdontomerus albipes (Giraud, 1870)
- Microdontomerus annulatus (Spinola, 1808)
- Microdontomerus anthidii (Ashmead, 1895)
- Microdontomerus anthonomi (Crawford, 1907)
- Microdontomerus apianus Grissell, 2005
- Microdontomerus bicoloripes (Crawford, 1914)
- Microdontomerus braconivorus Grissell, 2005
- Microdontomerus buprestae Grissell, 2005
- Microdontomerus ciscida Grissell, 2005
- Microdontomerus darwini Grissell, 2005
- Microdontomerus eboreus Grissell, 2005
- Microdontomerus enigma Grissell, 2005
- Microdontomerus fumipennis Crawford, 1916
- Microdontomerus gallicolus Zerova & Seryogina, 1999
- Microdontomerus gordhi Grissell, 2005
- Microdontomerus hemileucae Grissell, 2005
- Microdontomerus mysticus Grissell, 2005
- Microdontomerus ovivorus (Steffan, 1967)
- Microdontomerus parkeri Grissell, 2005
- Microdontomerus rictus Grissell, 2005
- Microdontomerus secus Grissell, 2005
- Microdontomerus senegalensis (Risbec, 1951)
- Microdontomerus westcotti Grissell, 2005
- Microdontomerus zoyphius Grissell, 2005